# Мальмер Стенергард, Мария
Эва Мария Луиза Мальмер Стенергард (швед. Eva Maria Louise Malmer Stenergard; род. 23 марта 1981, Норра-Осум, Кристианстад) — шведский юрист, политический и государственный деятель. Член Умеренной коалиционной партии. Министр иностранных дел Швеции с 10 сентября 2024 года. В прошлом — министр миграции Швеции (2022—2024). Депутат риксдага с 2014 года.

## Биография
Родилась 23 марта 1981 года. Родители — адвокат Пер Мальмер (Per Malmer) и экономист Керстин Мальмер (Kerstin Malmer).
Окончила гимназию Южных ворот (Söderportgymnasiet) в городе Кристианстад в 1999 году. Окончила Лундский университет, где в 2002 году получила степень бакалавра (fil.kand.).
В 2002—2003 гг. работала в компании Tetra Pak.
В 2003 году начала изучать юриспруденцию в Лундском университете. В 2008 году получила степень магистра права (jur.kand.).
В 2006—2007 гг. — заместитель председателя студенческой организации Fria Moderata Studentförbundet.
В 2008 году работала помощником юриста в Хеслехольме, в 2008—2011 годах — нотариус в окружном суде в Блекинге и Хеслехольме. В 2011—2014 годах — судебный исполнитель (kronofogde) в Кристианстаде.
По результатам парламентских выборов 2014 года избрана депутатом риксдага от северного и восточного округа лена Сконе. Была членом Налогового комитета (2016—2017), членом Комитета по окружающей среде и сельскому хозяйству (2017—2019), председателем Комитета социального обеспечения (2019—2022). С 2022 года — член Военной делегации.
В 2015—2017 годах — председатель Умеренных в Кристианстаде.
18 октября 2022 года назначена министром миграции в Министерстве юстиции Швеции в правительстве Ульфа Кристерссона. 10 сентября 2024 года назначена министром иностранных дел Швеции, сменила на посту Тобиаса Билльстрёма.